# Angelo De Donatis

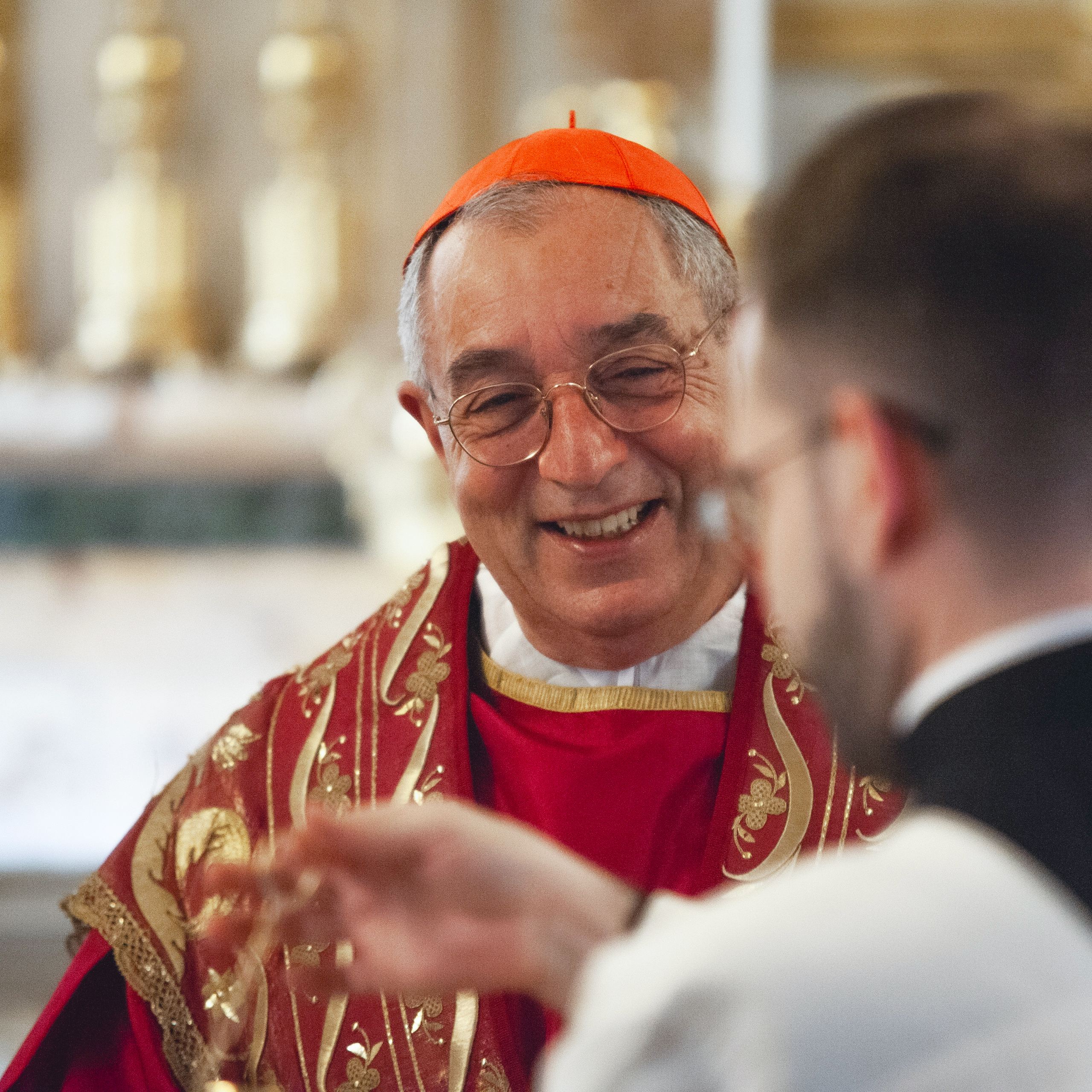
Angelo Kardinal De Donatis (2023)

Kardinalswappen

Angelo Kardinal De Donatis (* 4. Januar 1954 in Casarano, Provinz Lecce) ist ein italienischer römisch-katholischer Geistlicher und Kardinalgroßpönitentiar. Von 2017 bis 2024 war er Generalvikar Seiner Heiligkeit für das Bistum Rom und zugleich Erzpriester der Lateranbasilika.

## Leben
Angelo De Donatis besuchte zunächst das Priesterseminar in Tarent und später das Päpstliche Römische Priesterseminar. Er studierte Philosophie an der Päpstlichen Lateranuniversität und Katholische Theologie an der Päpstlichen Universität Gregoriana, wo er auch das Lizenziat in Moraltheologie erwarb.
Am 12. April 1980 empfing er die Priesterweihe für das Bistum Nardò-Gallipoli und wurde am 28. November 1983 in den Klerus des Bistums Rom inkardiniert. Von 1980 bis 1983 war er Hilfsgeistlicher in der Pfarrei San Saturnino und Religionslehrer sowie anschließend bis 1988 Kaplan dieser Pfarrei. Danach war er von 1988 bis 1990 Angestellter im Generalsekretariat des Vikariats von Rom und Mitarbeiter des Weihbischofs Giovanni Marra. Zugleich war er Kaplan in der Pfarrei Santissima Annunziata a Grottaperfetta und von 1989 bis 1991 Archivar im Sekretariat des Kardinalskollegiums. Von 1990 bis 1996 leitete er als Direktor das Amt für den Klerus im Vikariat des Bistums Rom. Weiterhin war er von 1990 bis 2003 Spiritual am Päpstlichen Römischen Priesterseminar. Seit 2003 war er Pfarrer der Pfarrei San Marco Evangelista al Campidoglio.
De Donatis war Mitglied der Priesterrates und des Konsultorenkollegiums des Bistums Rom. Papst Johannes Paul II. verlieh ihm am 10. April 1990 den Ehrentitel Kaplan Seiner Heiligkeit (Monsignore).
Am 14. September 2015 ernannte ihn Papst Franziskus zum Titularbischof von Motula und zum Weihbischof im Bistum Rom. Die Bischofsweihe spendete ihm der Papst persönlich am 9. November 2015 in der Lateranbasilika; Mitkonsekratoren waren die Kurienkardinäle Agostino Vallini und Beniamino Stella.
Am 26. Mai 2017 ernannte Franziskus ihn als Nachfolger von Agostino Kardinal Vallini unter gleichzeitiger Erhebung zum Titularerzbischof zum Generalvikar von Rom.
Im Konsistorium vom 28. Juni 2018 nahm ihn Papst Franziskus als Kardinalpriester mit der Titelkirche San Marco, deren Pfarrer er gewesen war, in das Kardinalskollegium auf. Am 6. Oktober desselben Jahres ernannte ihn der Papst zum Mitglied der Kongregation für den Klerus. Am 8. Juli 2019 ernannte ihn der Papst für fünf Jahre zum Mitglied der Kongregation für die Institute geweihten Lebens und für die Gesellschaften apostolischen Lebens.
Am 11. Juli 2019 ernannte ihn Papst Franziskus zum Apostolischen Administrator des mit gleichem Datum errichteten Apostolischen Exarchats für die ukrainisch-katholischen Gläubigen in Italien. Mit der Ernennung eines ersten Exarchen am 24. Oktober des folgenden Jahres endete diese Beauftragung.
Seit 1989 ist er Mitglied des Ritterordens vom Heiligen Grab zu Jerusalem. 2017 erfolgte durch Kardinal-Großmeister Edwin Frederick O’Brien die Ernennung zum Großkreuz-Ritter.
Im Zusammenhang mit Missbrauchsvorwürfen gegen den slowenischen Künstler und Geistlichen Marko Ivan Rupnik warf Kardinal De Donatis im Dezember 2022 den Medien vor, „das Gottesvolk durch Berichte über diesen Skandal zu verwirren“, und wandte sich gegen eine Vorverurteilung Rupniks. Gleichzeitig kündigte er jedoch an, dessen Tätigkeiten im Bistum Rom untersuchen zu lassen.
Am 6. April 2024 ernannte ihn Papst Franziskus als Nachfolger Mauro Piacenzas zum Kardinalgroßpönitentiar und damit zum Vorsteher der Apostolischen Pönitentiarie. Nach dem Tod von Papst Franziskus nahm Kardinal De Donatis am Konklave 2025 teil.